# Waskaiowaka Lake
Waskaiowaka Lake är en sjö i Kanada.   Den ligger i provinsen Manitoba, i den östra delen av landet, 1 900 km nordväst om huvudstaden Ottawa. Waskaiowaka Lake ligger 210 meter över havet. Arean är 223 kvadratkilometer. Den sträcker sig 21,9 kilometer i nord-sydlig riktning, och 32,3 kilometer i öst-västlig riktning.
Trakten runt Waskaiowaka Lake är nära nog obefolkad, med mindre än två invånare per kvadratkilometer.